# 一周的朋友 (2022年电影)
《一周的朋友》（英語：One Week Friends）是一部2022年上映的中国大陆青春片，改编自日本漫画家叶月抹茶的同名漫画《一週的朋友。》。该片由吕安弦编剧，林孝谦执导，赵今麦、林一、沈月等主演。2022年6月18日正式公映。

## 演出
| 演員   | 角色   | 介紹                                                       |
| 赵今麦 | 林湘之 | 转校生，只有7天的记忆，因而每周都会忘记曾经的朋友。        |
| 林一   | 徐又树 | 活潑陽光，幫助林湘之克服疾病，每周與她做朋友，喜歡林湘之。 |
| 沈月   | 宋晓楠 | 林湘之的同桌，喜歡蔣吾。                                   |
| 汪佳辉 | 蒋吾   | 徐又樹的同桌，喜歡宋曉楠。                                 |
| 范诗然 | 许洁   | 林湘之已故的闺蜜                                           |

## 電影歌曲
| 曲別   | 歌名           | 演唱者   | 作词   | 作曲          |
| ------ | -------------- | -------- | ------ | ------------- |
| 主題曲 | 《一周的朋友》 | 田馥甄   | 林孝谦 | 陈建骐        |
| 插曲   | 《屬於你》     | 理想混蛋 | 林孝谦 | 盧可沛/邱建豪 |

## 制作和发行
- 该剧于2021年拍摄完成[5]，原定档于2022年4月2日上映，後因疫情封控推迟[2][6]。2022年6月18日在中国大陆正式公映。

## 相关作品
- 原著漫画 叶月抹茶《一週的朋友。》

## 外部連結
- 豆瓣电影上《一周的朋友》的資料 （简体中文）
- 时光网上《一周的朋友》的資料（简体中文）
- 互联网电影数据库（IMDb）上《一周的朋友》的资料（英文）
- 电影《一周的朋友》官方微博的新浪微博